# Malmø Opera og Musikteater
Malmø Opera og Musikteater (svensk: Malmö opera och musikteater) er et musik- og operahus i det centrale Malmø i Skåne.
Malmø Opera er det største operahus i Skandinavien.
Huset blev blev er tegnet af Sigurd Lewerentz, Erik Lallerstedt og David Helldén i funktionalismens tegn.
Malmø Opera og Musikteater blev indviet i 1944, og her opføres såvel klassiske som nye operaer samt musicals.